# Marvin Ducksch
Marvin Ducksch (ur. 7 marca 1994 w Dortmundzie) – niemiecki piłkarz, występujący na pozycji napastnika w niemieckim klubie Werder Brema oraz w reprezentacji Niemiec. 
Wychowanek Borussii Dortmund. W swojej karierze występował również m.in. w takich klubach jak: Hannover 96, Fortuna Düsseldorf, FC St. Pauli czy Holstein Kiel.

## Kariera reprezentacyjna
W 2011 roku wraz z reprezentacją Niemiec do lat 17 zajął trzecie miejsce na młodzieżowych Mistrzostwach Świata.

## Statystyki kariery
(aktualne na dzień 23 grudnia 2017)
| Klub                 | Sezon              | Liga               | Liga  | Liga   | Puchar kraju | Puchar kraju | Europa | Europa | Suma  | Suma   |
| Klub                 | Sezon              | Liga               | Mecze | Bramki | Mecze        | Bramki       | Mecze  | Bramki | Mecze | Bramki |
| -------------------- | ------------------ | ------------------ | ----- | ------ | ------------ | ------------ | ------ | ------ | ----- | ------ |
| Borussia Dortmund II | 2011/12            | Regionalliga       | 18    | 7      | –            | –            | –      | –      | 18    | 7      |
| Borussia Dortmund II | 2012/13            | 3. liga            | 12    | 2      | –            | –            | –      | –      | 12    | 2      |
| Borussia Dortmund II | 2013/14            | 3. liga            | 26    | 12     | –            | –            | –      | –      | 26    | 12     |
| Borussia Dortmund    | 2013/14            | Bundesliga         | 6     | 0      | 2            | 1            | 0      | 0      | 8     | 1      |
| SC Padeborn 07       | 2014/15            | Bundesliga         | 9     | 1      | -            | -            | 0      | 0      | 9     | 1      |
| Borussia Dortmund II | 2015/16            | Regionalliga       | 28    | 15     | -            | -            | 0      | 0      | 28    | 15     |
| FC St. Pauli         | 2016/17            | 2.Bundesliga       | 10    | 1      | 2            | 1            | 0      | 0      | 12    | 2      |
| Holstein Kiel        | 2016/17            | 3. liga            | 16    | 5      | 1            | 0            | 0      | 0      | 17    | 5      |
| Ogólnie w karierze   | Ogólnie w karierze | Ogólnie w karierze | 125   | 43     | 5            | 2            | 0      | 0      | 130   | 45     |